# Waltheof di Bernicia
Waltheof I (... – tra il 994 e il 1006) è stato un sovrano anglosassone fu earl di Northumbria e un high-reeve o regnante di Bamburgh dal 963 al 995.

## Biografia
Era figlio o nipote e successore di Osulf I.
Il nome 'Waltheof' rimase in famiglia quando l'earl Siward sposò la pronipote e chiamò suo figlio Waltheof. Questo figlio fu Waltheof, conte di Northumbria, e uno dei suoi discendenti fu san Valteno di Melrose.
Inoltre, un altro ramo della famiglia usò il nome Waltheof: Waltheof di Allerdale, figlio di Gospatric, earl di Northumbria. Waltheof di Inverkeithing e Dalmeny era figlio di Cospatric, e nipote di Waltheof di Allerdale. Un altro discendente di Gospatric, earl di Northumbria, era Waltheof, earl di Dunbar.
Nel 1006 Malcolm II di Scozia invase la Northumbria e assediò la città episcopale di Durham, appena fondata. A quel tempo i danesi stavano facendo incursioni nel sud dell'Inghilterra e re Etelredo II l'Impreparato non fu in grado di inviare aiuti ai northumbriani. L'earl Waltheof era troppo vecchio per combattere e rimase nel suo castello a Bamburgh. Anche l'ealdorman Ælfhelm di York non prese alcuna iniziativa. Il figlio di Waltheof, Uchtred l'Ardito, in rappresentanza del padre, chiamò un esercito di Bernicia e dello Yorkshire e lo guidò contro gli scozzesi. Il risultato fu una vittoria decisiva per Uchtred. Le donne del posto lavarono le teste mozzate degli scozzesi, ricevendo un pagamento di una mucca per ciascuna, e le teste furono fissate su dei pali alle mura di Durham. Uchtred fu ricompensato da re Etelredo II l'Impreparato con l'ealdormaneria di Bamburgh, anche se suo padre era ancora vivo.